# Óleo de murumuru
Óleo de Murumuru é uma substância líquida, refinada e gordurosa extraída das sementes do fruto da palmeira murumuru (Astrocaryum murumuru), ou simplesmente conhecido popularmente e comercialmente como murumuru. O produto final do beneficiamento do murumuru é muito indicado para o uso capilar, pois atua como hidratante, possibilitando a recuperação da umidade e elasticidade naturais do cabelo. O óleo é utilizado na fabricação de óleos vegetais cosméticos, incluindo óleos capilares, óleos de banho e outros produtos de beleza à base de óleo. A presença de ácidos graxos como láurico e oleico, vitamina A, ômega 6 e 3 na composição do murumuru contribui para seus benefícios nutricionais e propriedades benéficas para a saúde capilar.
A palmeira murumuru é uma espécie frutífera nativa da Amazônia, e do norte da América do Sul. Possui distribuição principalmente nos estados do Amapá, Amazonas e Pará no Brasil, sendo também encontrada na Bolívia e Peru. A planta ocorre em formações florestais densas ou semi-abertas em que sofrem alagamentos, principalmente no estuário do rio Amazonas, e seus afluentes.
Atualmente, o murumuru, fruto de uma palmeira murumuru, é uma das oleaginosas mais populares nos estados da região amazônica. O óleo extraído das sementes de murumuru pode ser processado para se transformar em uma gordura densa, denominada manteiga de murumuru, produzida em maior quantidade nos estados do Amapá e Pará. A palmeira murumuru também pode ser encontrada próximo à capital paraense de Belém, onde é cultivada na Vila Urupiuna, localizada a cerca de 30 km de Bragança, município situado próxima do litoral na região nordeste do estado do Pará. O óleo de murumuru é usado comercialmente na indústria de cosméticos, sendo vendido no mercado brasileiro, e como produto de exportação para países da América do Norte, Europa e Ásia.

## Produção
A cadeia produtiva do murumuru abrange diversas etapas, incluindo coleta, pré-processamento dos frutos, armazenamento, transporte até a usina de extração, secagem dos cocos, abertura dos cocos, secagem das sementes, extração da gordura ou óleo, armazenamento e comercialização. A qualidade e o rendimento dos óleos vegetais na cadeia produtiva do murumuru dependem do bom desempenho de todas essas etapas. É crucial que essas etapas sejam executadas de maneira eficiente, higiênica, segura e o mais rapidamente possível. O cumprimento desses princípios aumenta as chances de sucesso nessa cadeia produtiva.

## Beneficiamento
O processo de beneficiamento do murumuru nas usinas consiste em duas etapas. A primeira é o pré-beneficiamento, que envolve a separação das sementes, secagem e extração da gordura e óleo das sementes. A segunda etapa é o beneficiamento em si do óleo, onde ocorre o refinamento do líquido.

### Extração do óleo
O processo de extração do óleo de murumuru envolve várias etapas importantes. Antes da prensagem, as sementes são trituradas e aquecidas a uma temperatura máxima de 65ºC, o que pode melhorar o rendimento da extração. Esse processo resulta em uma substância chamada de "torta oleosa", que é encaminhada para a prensagem. A prensagem é realizada em uma prensa mecânica hidráulica. O óleo obtido passa por um processo de filtragem em cinco placas com tecidos filtrantes de um filtro-prensa. Durante esse processo, é essencial monitorar o progresso para evitar problemas com a maquinaria e o motor, pois o aumento da temperatura pode alterar as características físico-químicas do óleo, especialmente sua acidez. A torta resultante é inserida em uma prensa de giro, produzindo o óleo de murumuru e a torta seca. O óleo que sai da prensa de giro é submetido a uma peneira para remover possíveis impurezas.
Após a etapa de peneiramento, o óleo é direcionado para o processo de decantação. A decantação é fundamental para remover resíduos finos e outras impurezas de maior tamanho do óleo bruto. Como resultado dessa etapa, o óleo se encontra na camada inferior, juntamente com a manteiga, enquanto as impurezas ficam na camada superior, formando um farelo residual quando secas.
Após a conclusão da decantação, é necessário realizar a filtragem do óleo. Na usina, utiliza-se um filtro-prensa feito de material metálico, com várias placas revestidas com tecidos absorventes ou papel adequado. O óleo fica retido nas placas do filtro-prensa, exigindo o uso de um compressor para retirá-lo por meio de injeção de ar.
Os óleos são embalados em recipientes adequados, como vasilhames plásticos, garantindo que não haja entrada de luz para preservar a qualidade do produto. As embalagens devem ser corretamente identificadas com números de lote. É necessário retirar uma amostra de aproximadamente 120 ml de cada lote para realizar análises físico-químicas e verificar a qualidade do óleo.

## Características
A semente do murumuru contém aproximadamente 40-42% de óleo, e a gordura derivada do murumuru possui um ponto de fusão de 32,5°C, o qual é superior ao do óleo de palmiste africano (25°C) e do óleo de coco (22,7°C). Essa gordura é utilizada em combinação com outras gorduras vegetais que têm um ponto de fusão mais baixo, bem como pode substituir a manteiga de cacau na fabricação de chocolate. Além disso, a gordura do murumuru apresenta a vantagem de possuir baixa acidez, especialmente quando obtida a partir de sementes frescas.

## Uso comercial
Apesar do seu potencial econômico, o murumuru é pouco explorado comercialmente se comparado com outras oleaginosas. A dificuldade no manuseio, considerando a dificuldade de colheita, e por possuir muitos espinhos pode dificultar em seu manuseio, pois muitos dos espinhos estão no tronco e filhas. No mercado são comercializados produtos que utilizam o óleo do fruto de murumuru como matéria-prima. Testes in vitro demonstraram que o óleo essencial de murumuru apresenta potencial inibidor de fitopatógenos.
O óleo de murumuru é usado comercialmente na indústria de cosméticos, sendo vendido no mercado brasileiro, e como produto de exportação para países da América do Norte, Europa e Ásia.

## Indústria de cosméticos
O murumuru, fruto de uma palmeira murumuru, é uma das oleaginosas de melhor qualidade da região amazônica devido ao seu alto volume de gordura. Devido à sua riqueza em ácidos graxos (como láurico e oleico), vitamina A, ômega 6 e 3, o murumuru possui propriedades muito benéficas para a saúde capilar. O óleo de murumuru é amplamente utilizado pelas principais marcas tanto no mercado nacional quanto internacional. O murumuru desempenha um papel significativo na indústria de cosméticos, sendo utilizado em produtos como óleos de banho, óleos capilares e até mesmo óleos essenciais. O óleo de murumuru possui propriedades altamente hidratantes, trazendo benefícios especialmente para os cabelos, e é reconhecido como um óleo de excelente qualidade e valor no mercado. Seu princípio ativo recupera a elasticidade natural dos fios de cabelo, hidrata e restaura a aparência natural dos cabelos.